# اتحادیه بیدوآنان دکتی
اتحادیه بیدوآنان دکتی (به لاتین: Bidyanandakati Union) یک منطقهٔ مسکونی در بنگلادش است که در Keshabpur Upazila واقع شده‌است.
 اتحادیه بیدوآنان دکتی ۵۴٫۱۳ کیلومتر مربع مساحت و ۳۴٬۰۳۲ نفر جمعیت دارد.